# Goldhaube (Kleidung)

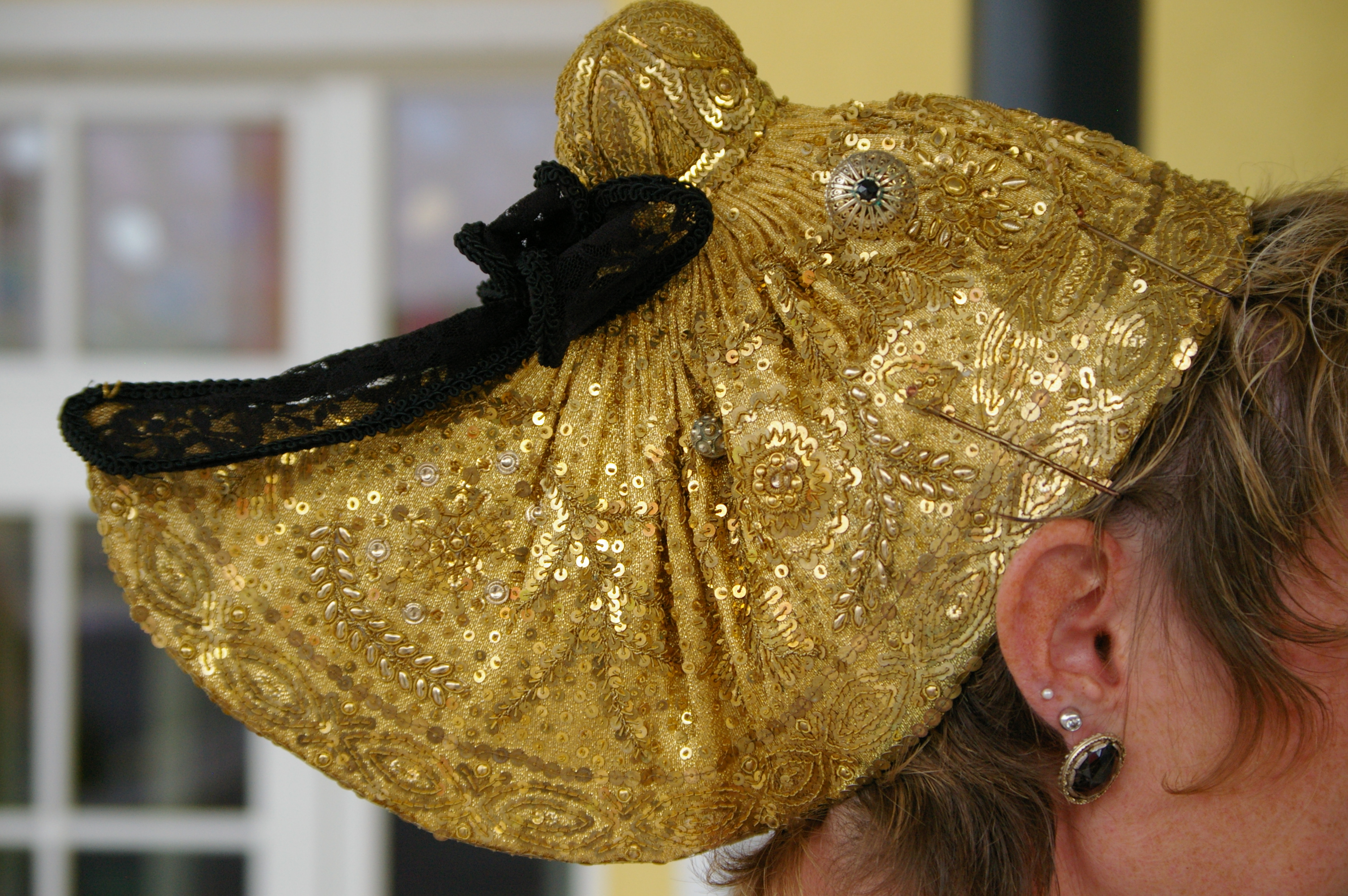
Goldhaube aus dem Innviertel in Oberösterreich

Goldhaube ist der Überbegriff für verschiedene zur Trachten gehörige Hauben der Frauen im Süden Deutschlands und in Österreich. Sie wurden ab dem 17. Jahrhundert von den Bürgerinnen in den Städten getragen, später auch auf dem Land. Charakteristisch sind die seidenen und goldenen eingewebten Fäden, Gold- und Paillettenstickerei, Lahn und Flitter.
Goldhauben gibt es in verschiedenen regionalen Ausprägungen, so z. B. die Münchner Riegelhaube, die Reginahaube und die Radhaube in Schwaben, Kranl, Nürnberger Flinderhaube, Linzer Goldhaube, Wachauer „Brettlhaube“ und viele andere.
Bei der Entwicklung der Linzer Goldhaube aus früheren Haubenformen spielten antikisierende Einflüsse des Napoleonischen Zeitalters (Empirestil) eine Rolle. 2016 hat die UNESCO die alte Handwerkskunst der Herstellung der Linzer Goldhaube in das österreichische Verzeichnis des immateriellen Kulturerbes aufgenommen.
Das Aussterben der Trachten im 19. Jahrhundert brachte die meisten Goldhauben an den Rand der Vergessenheit. Heute werden sie im Zuge der Trachtenerneuerungsbewegung wieder gepflegt und getragen und ihre Herstellung in Kursen gelehrt. Wegen des hohen Arbeitsaufwands (bei einer Riegelhaube z. B. über 300 Stunden) und der entsprechend hohen Kosten werden sie fast ausschließlich in Eigenarbeit gefertigt. Vor allem in Oberösterreich und in Salzburg wird die Goldhaube heutzutage wieder von Frauen an hohen kirchlichen Festtagen getragen.

## Galerie

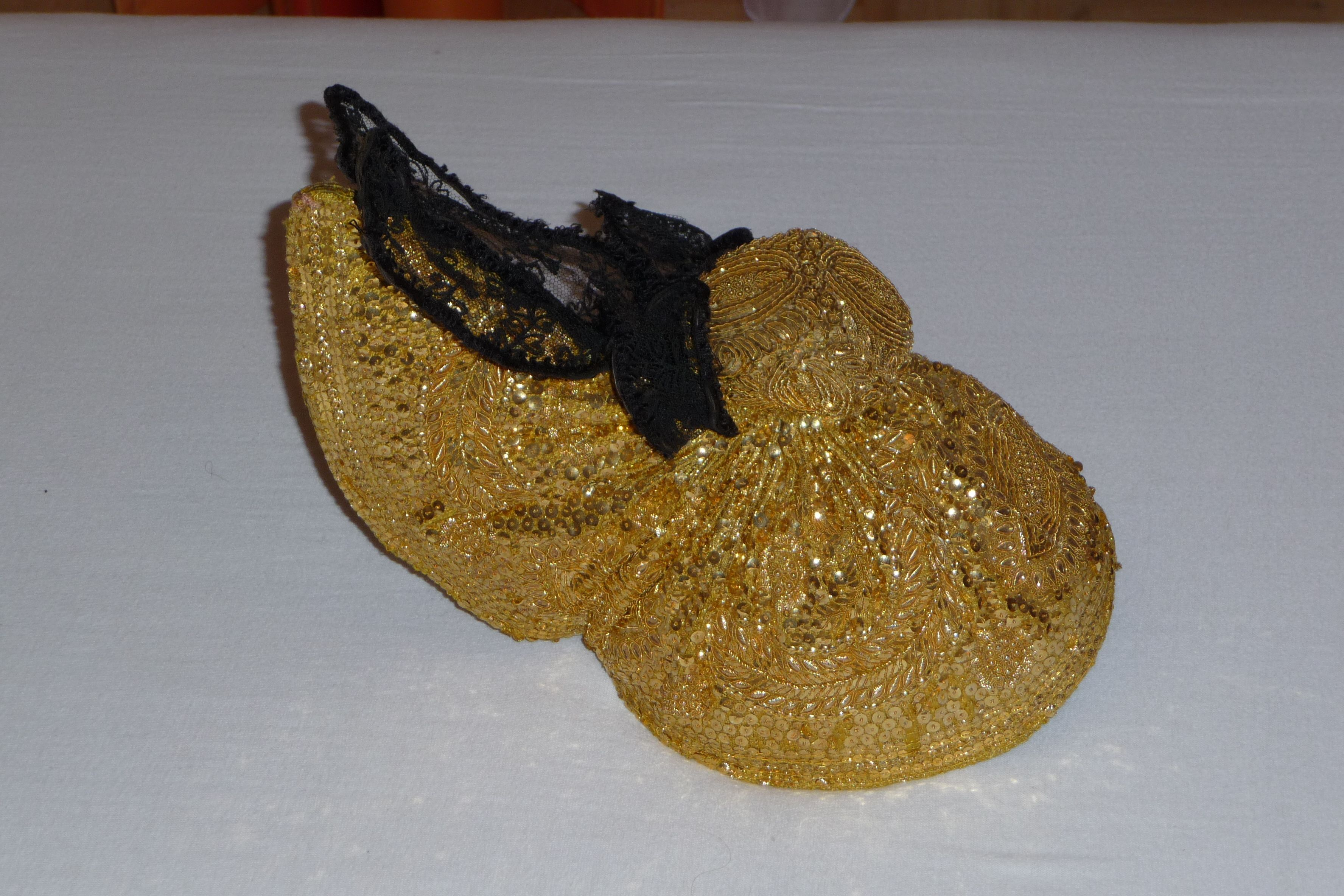
Linzer Goldhaube aus der Gegend von Freistadt in Oberösterreich
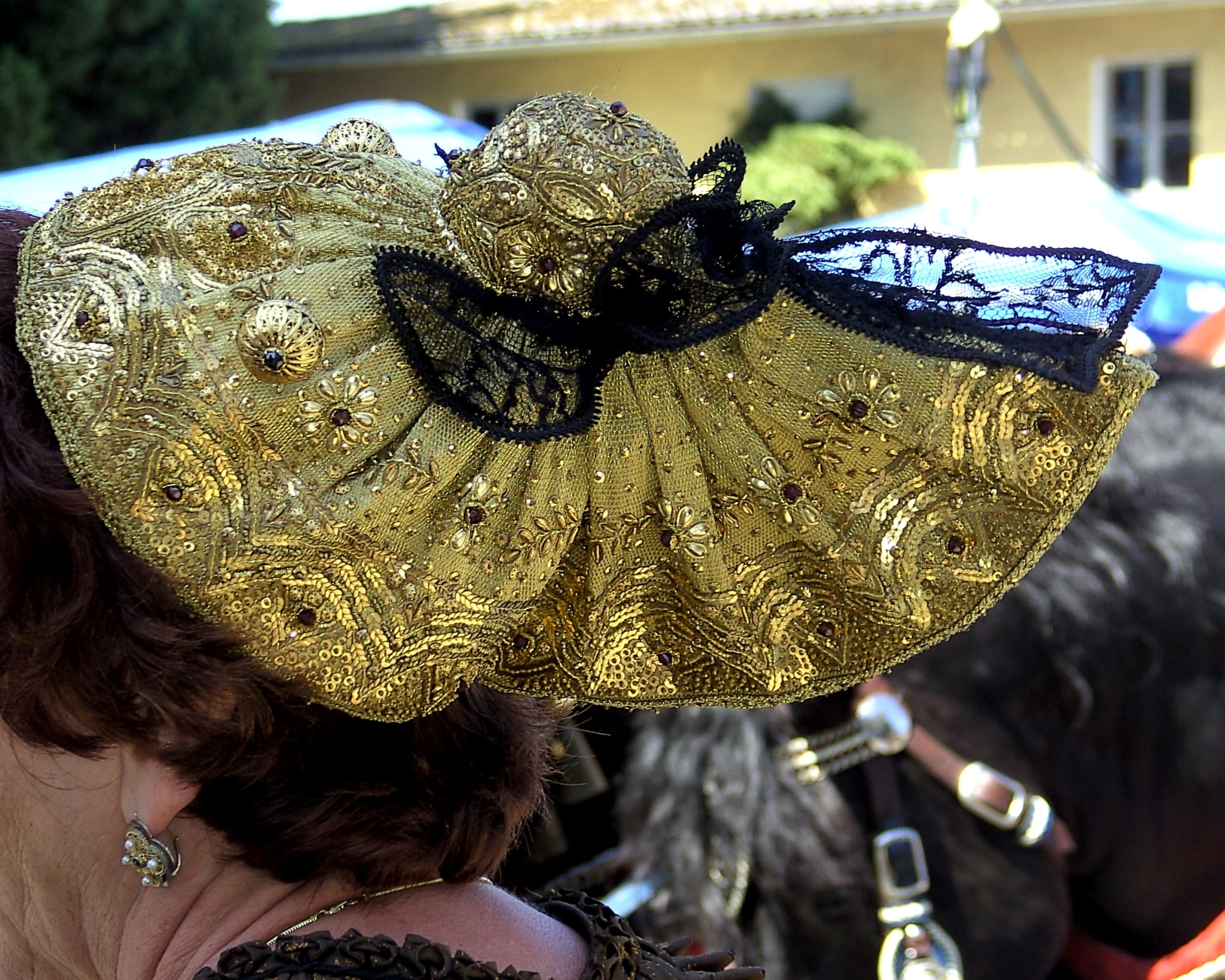
Goldhaube im Passauer Land
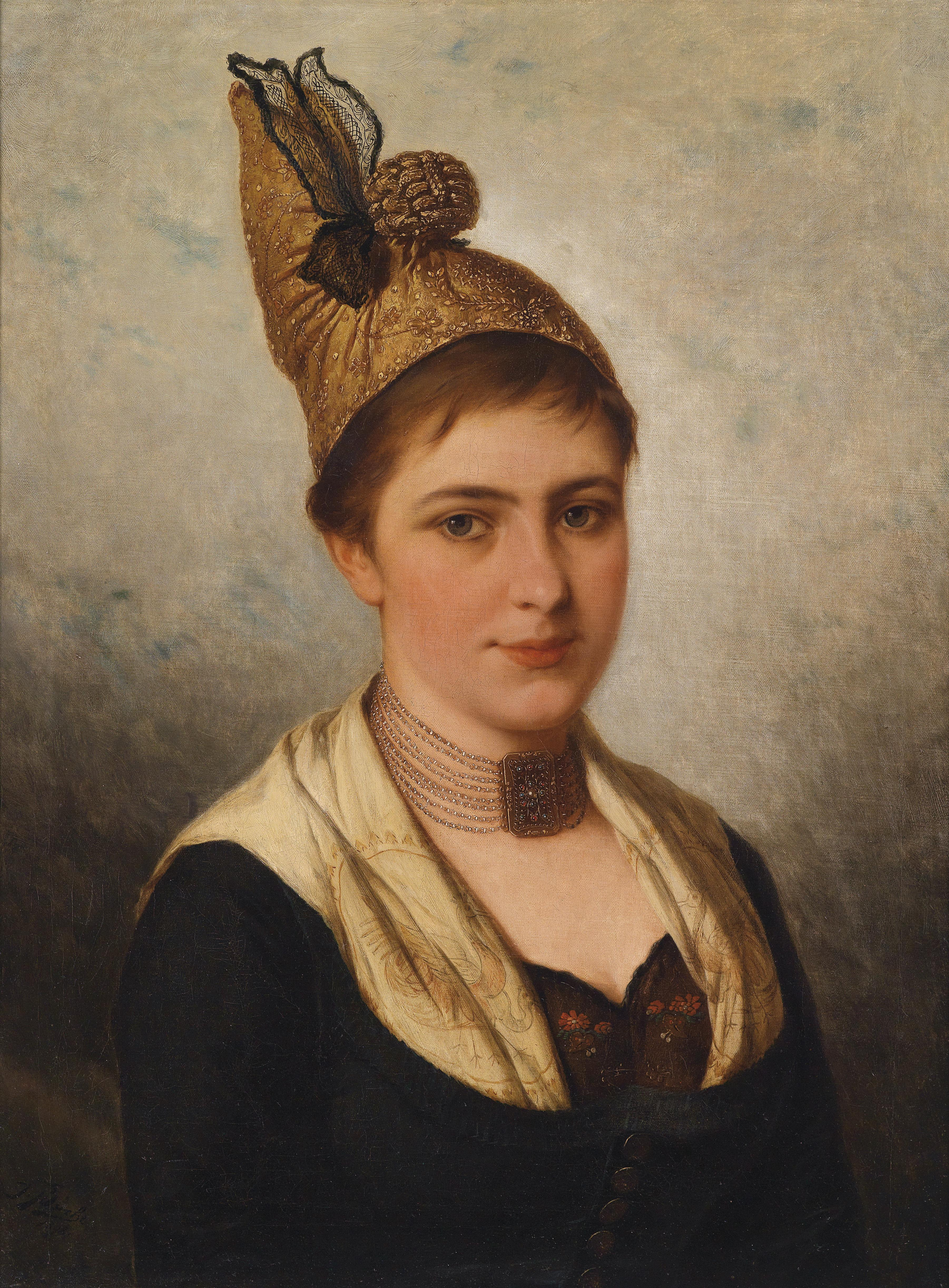
Josef Büche Junge Frau in Tracht mit Goldhaube
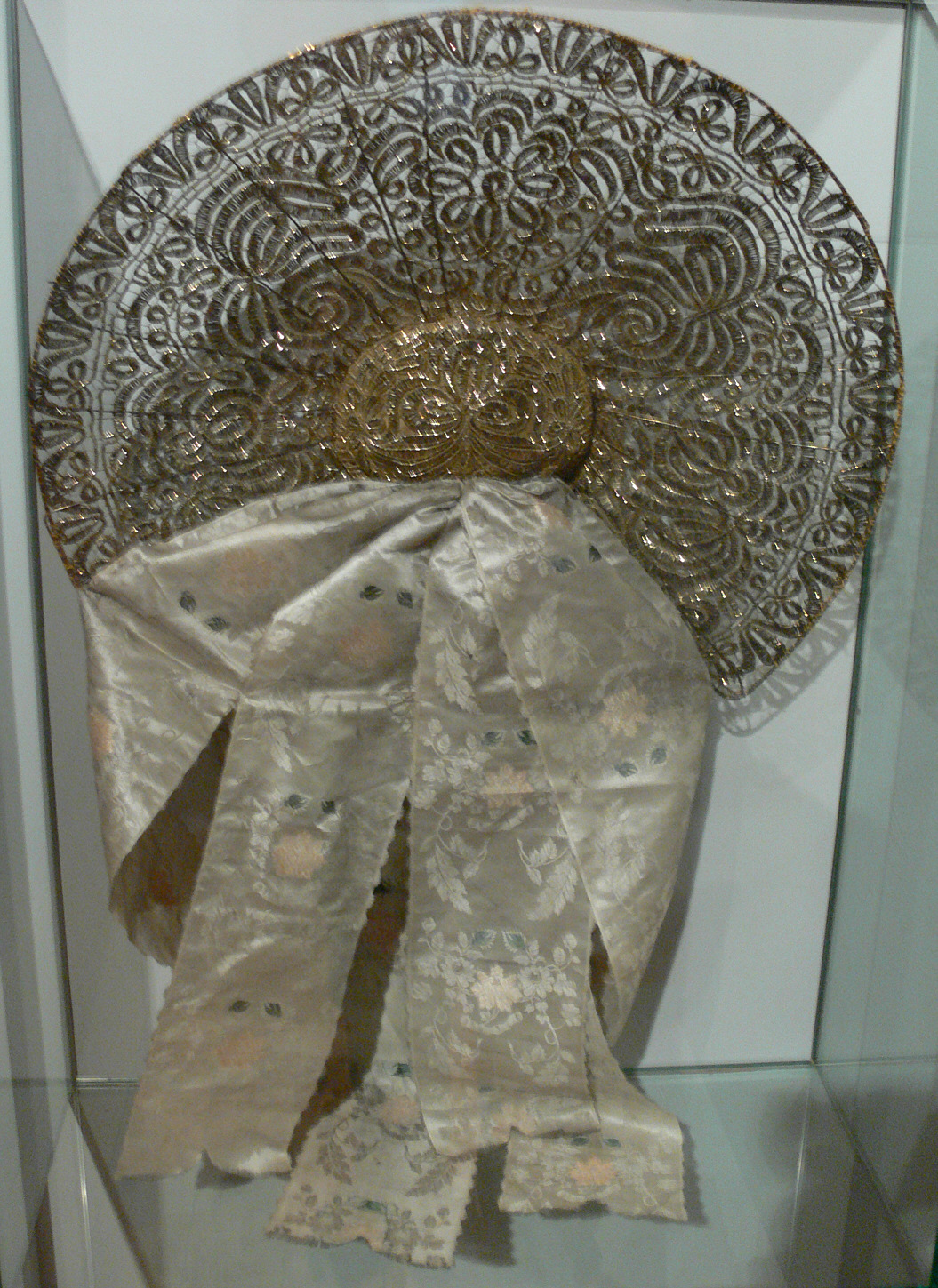
Radhaube aus der Gegend von Biberach an der Riß in Oberschwaben, um 1825–1845
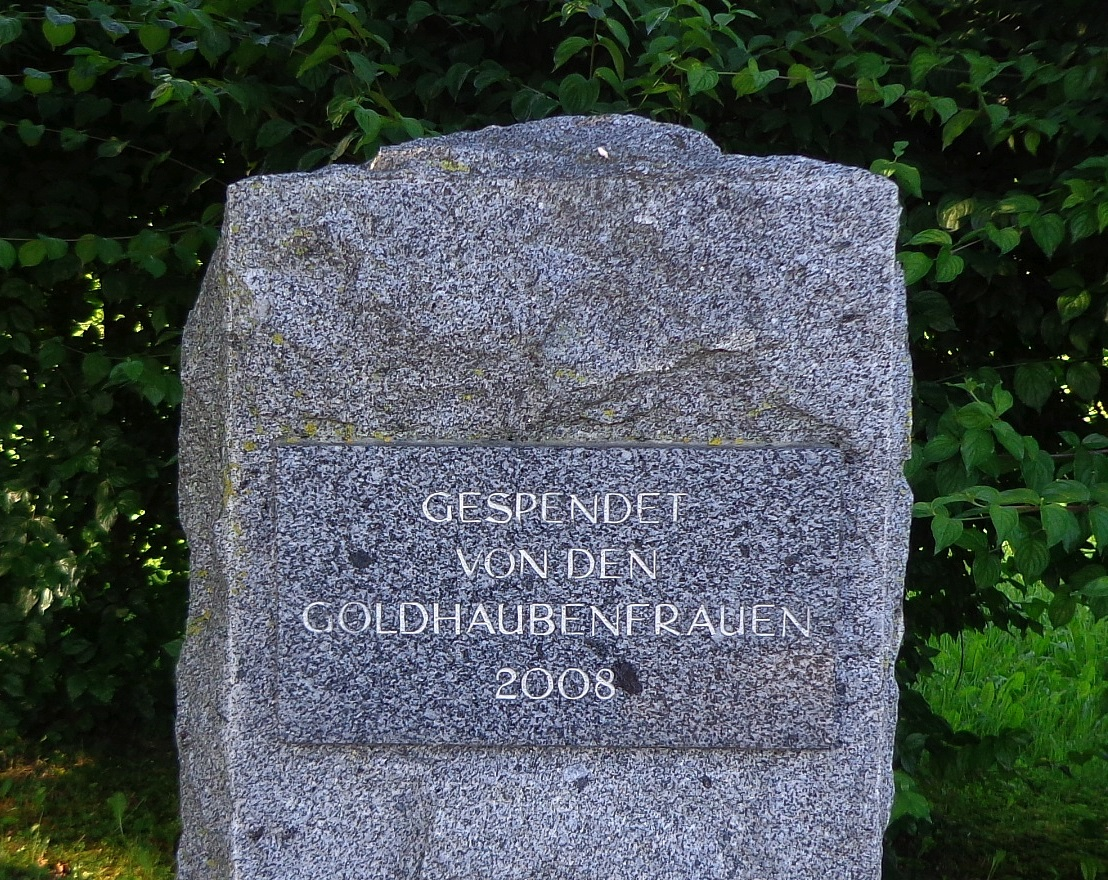
Hinweis auf Spende einer Goldhaubengruppe